# Pierre Gillet (procureur)
Pour les articles homonymes, voir Pierre Gillet et Gillet.
Pierre Gillet, né à Montmorency en avril 1628 et mort à Paris le 4 mai 1720, est un procureur français.

## Biographie
Pendant plusieurs années, il a recueilli les arrêts et règlements du parlement de Paris concernant les fonctions des procureurs, compilation connue sous le nom de Code Gillet (imprimée en 1695 et 1717). 